# Warwick (ort i Australien)
Warwick är en ort i Australien. Den ligger i regionen Southern Downs och delstaten Queensland, omkring 130 kilometer sydväst om delstatshuvudstaden Brisbane. Warwick ligger 462 meter över havet och antalet invånare är 12 562.
Warwick är det största samhället i trakten.
Runt Warwick är det i huvudsak tätbebyggt. Runt Warwick är det mycket glesbefolkat, med 2 invånare per kvadratkilometer. Genomsnittlig årsnederbörd är 1 168 millimeter. Den regnigaste månaden är januari, med i genomsnitt 235 mm nederbörd, och den torraste är september, med 32 mm nederbörd.